# Большое Окулово
Большое Окулово — село в составе городского округа Навашинский Нижегородской области России.

## География
Село расположено на берегу реки Велетьма в 2 км на север от города Навашино.

## История
Первые известия о селе Окулове находятся в окладных книгах 1676 года. По этим книгам в Окулове значится церковь в честь Воздвижения Честного Креста Господня, при церкви двор попа Стефана, дворы пономарей и просвирницын, в приходе 80 дворов крестьянских. В 1794 году Воздвиженская церковь была разобрана и вместо неё построена новая деревянная церковь с тремя престолами: главный в честь Воздвижения Креста Господня, в приделах — во имя Святого Николая Чудотворца и Святого мученика Флора и Лавра. Эта деревянная церковь была в 1861 году разобрана и перевезена в деревню Липню при открытии там отдельного прихода. В 1832 году на средства местного вотчинника графа С. С. Уварова в Окулове был построен каменный храм с колокольней. Престолов в храме было три: главный в честь Воздвижения Животворящего Креста, в приделах теплых в честь Казанской иконы Пресвятой Богородицы и святых мучеников Флора и Лавра. Приход состоял из села Окулова и деревни Ярцева. В селе Окулове имелась земская народная школа, первоначально эта школа была открыта в 1845 году помещиком графом С. С. Уваровым, учащихся в 1896 году было 108.
В конце XIX — начале XX века село являлось крупным населённым пунктом Липенской волости Муромского уезда Владимирской губернии. В 1859 году в селе числилось 230 дворов, в 1905 году — 370 дворов.
С 1929 года село являлось центром Большеокуловского сельсовета, сначала Кулебакского района Горьковского края (с 5 декабря 1936 года — Горьковской области), затем, с 1944 года, Мордовщиковского района (с 1960 года — Навашинский район, с 16 мая 1992 года — Нижегородской области). В 2004 году Большеокуловский сельсовет наделён статусом — сельское поселение. В мае 2015 года сельское поселение «Большеокуловский сельсовет» было упразднено, а Большое Окулово вошло в состав городского округа Навашинский.
Восстановление Крестовоздвиженской церкви началось в начале 1990-х годов, одновременно с организацией прихода, и было завершено в 2006—2007 годах.

## Население
| 1859 | 1897 | 1905 |
| ---- | ---- | ---- |
| 1582 | 1871 | 2208 |

| 1859 | 1897  | 1905  | 2002  | 2010  |
| ---- | ----- | ----- | ----- | ----- |
| 1582 | ↗1871 | ↗2208 | ↘1476 | ↗1508 |

## Инфраструктура
В селе находится Большеокуловская средняя школа.

## Достопримечательности
В селе расположена восстановленная Церковь Воздвижения Креста Господня (1832).

## Известные уроженцы
- Бахтин, Михаил Иванович (1917—1968) — советский военный лётчик, Герой Советского Союза (1945).
- Пигин, Иван Алексеевич (1887—1959) — советский военачальник, генерал-майор.
- Черёмухин, Роман Сергеевич (род. 1985) — Герой России (2022).
- Шмаков, Василий Иванович (1916—1944) — Герой Советского Союза (1944).